# Astroviridae
Astroviridae és una família de virus d'ARN monocatenari +. Va ser descoberta el 1975 en humans. També s'han aïllat en nombrosos mamífers (classificats en el gènere Mammoastrovirus) i en aus (classificades en el gènere Aviastrovirus). Els astrovirus fan de 28 a 35 nm de diàmetre, i tenen càpside en forma d'icosaedre amb una superfície en forma d'estrella. No tenen embolcall.

## Signes i símprtomes en malalties humanes
Causen gastroenteritis en infants i adults. El principal símptoma és la diarrea, seguida de nàusea, vòmits, febre, malestar i dolor abdominal. Els símptomes acostumen a durar de tres a quatre dies. Les infeccions no són normalment severes i només en casos rars porten a la deshidratació. No cal l'hospitalització.

### Epidemiologia
Al Regne Unit (1999) es va determinar una incidència de 3,8/1000 pacients l'any essent la quarta causa de gasteroenteritis viral. Als Estats Units s'ha determinat que el 2-9% dels infants en presenten símptomes.

## Prevenció
No hi ha vacuna o tractament antiviral però la higiene personal en redueix la incidència.